# Henrik sussexi herceg
Henrik Károly Albert Dávid, angolul: Henry Charles Albert David, a közbeszédben általában Harry herceg (London, Anglia, 1984. szeptember 15. –) brit királyi herceg, 2018 óta Sussex hercege (Duke of Sussex). III. Károly brit király és a néhai Diána walesi hercegné fiatalabb fia, II. Erzsébet brit királynő és Fülöp edinburgh-i herceg unokája. Bátyja, két unokaöccse és unokahúga után az Egyesült Királyság trónöröklési rendjében az ötödik helyet foglalja el. Felesége Meghan Markle, volt amerikai színésznő.

## Élete

### Gyermekkora
Henrik a londoni Paddington kerületben található St Mary's Hospital-ban született 1984. szeptember 15-én Károly walesi herceg és Diana walesi hercegné második gyermekeként. Ő II. Erzsébet brit királynő és Fülöp edinburgh-i herceg negyedik unokája. 1984. december 21-én keresztelték meg a windsori kastélyban található St George's Chapel kápolnában, a szertartást Canterbury érseke, Robert Runcie vezette, míg Henrik keresztszülei András yorki herceg (apai nagybátyja), Sarah Armstrong-Jones (apai ágról unokatestvére), Pamela Vestey (William Bartholomew felesége), Bryan Organ és Gerald Ward voltak.
A haj színén alapuló találgatások szerint Henrik apja nem III. Károly, hanem Diana hercegnő akkor szeretője, James Hewitt. Azonban a vörös hajszín a Spencer családban (Diana családjában) megszokott és Hewitt 2002-ben azt állította, hogy kapcsolata Dianával csak akkor kezdődött, amikor Henrik már megszületett (amit Diana testőrségének tagjai is megerősítettek).
Diana hercegnő a korábbi brit királyi hagyományoktól eltérően akarta nevelni két fiát és olyan helyekre elvitte őket, mint a Walt Disney World Resort, a McDonald's, AIDS betegeket gondozó klinikák és hajléktalanszállók.
Diana és Károly elhidegültek, majd elváltak egymástól a fiúk születése után. 1997-ben, Henrik 12 éves korában Diana autóbalesetben elhunyt. Anyja temetésén Henrik apjával, bátyjával, apai nagyapjával és anyai nagybátyjával vonultak a temetési díszkíséret mögött a Kensington-palotától a Westminsteri apátsági templom épületéig.

### Tanulmányai
Apjához és bátyjához hasonlóan, Henrik is ún. "public school"-ban tanult, először a Jane Mynors' óvodában, majd a Wetherby School iskolaelőkészítőben. Ezt követően a Ludgrove School tanulója lett és sikeres felvételi vizsgát követően bekerült az Eton College-ba, ahol földrajzot, művészettörténetet és művészetet tanult. Etoni tanulmányait a családi hagyományok ellenére kezdte meg, mivel felmenői általában a Gordonstoun College hallgatói voltak (többek között Henrik nagyapja, apja, két nagybátyja és két unokatestvére járt oda). Ezzel inkább anyja családjának példáját követte, mivel Diana apja és bátyja is Etonban tanultak. 2003 júniusában fejezte be tanulmányait, érettségit (A-level) két tárgyból tett: "B"-t szerzett művészetből és "D"-t földrajzból, mivel művészettörténetből nem kívánt vizsgázni. Az iskolai sportéletben azonban mindig élen járt, különösen a lovaspóló és a rögbi volt a kedvence.
Az érettségi után Henrik egy évig utazgatott, ellátogatott Ausztráliába, ahol (mint apja fiatalkorában) egy tehéntelepen dolgozott és részt vett a Young England vs Young Australia Polo Test Match lovaspóló mérkőzésen. Ezt követően Lesothóba utazott, ahol árvákkal foglalkozott és elkészítette a The Forgotten Kingdom ('Elfeledett királyság") című dokumentumfilmet, majd Argentínában pihent.

## Nyilvános szereplései és katonai karrierje
Henrik herceg már fiatal korától fogva elkísérte szüleit hivatalos eseményekre és látogatásokra. Első külföldi útjára 1985-ben, egyéves korában vitték Olaszországba. Mivel korábban Károly walesi herceg úgy döntött, hogy Henrik bátyját, Vilmos herceget magával viszi ausztráliai útjára, Henrik is igen hamar részt vett szülei nyilvános szerepléseiben. Henrik mindkét szülője vagy csak apja kíséretében rendszeresen részt vett nyilvános eseményeken, bár egyedül csak katonai karrierje megkezdése után vett részt ezeken. Az egyik ilyen alkalom 1995 augusztusa volt, amikor 10 éves korában részt vett a Japán felett aratott második világháborús győzelem 50. évfordulójára rendezett megemlékezésen a londoni Cenotaph-nál és tisztelgett a felvonuló katonáknak. 2008-ban kezdte meg egyéni szerepléseit, iskolákat és jótékony szervezeteket kezdett látogatni Walesben.

### Katonai kiképzése és karrierje

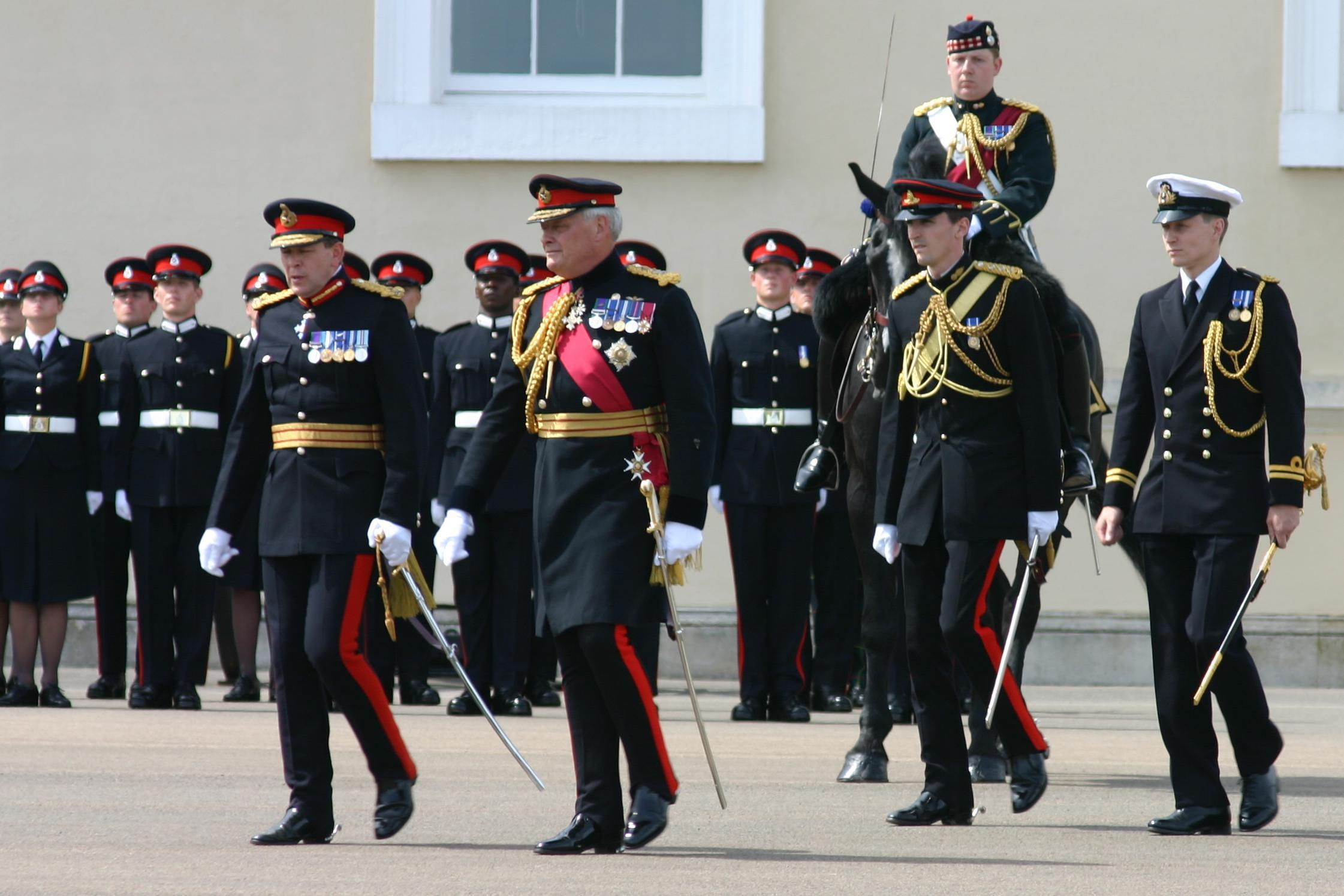
Henrik a Sandhursti Királyi Katonai Akadémia hallgatójaként (vigyázállásban a lovas tiszt mellett látható)

Henrik herceg 2005. május 8-án kezdte meg tiszti tanulmányait a Sandhursti Királyi Katonai Akadémia hallgatójaként, ahol "Wales tiszti hallgató" volt a megnevezése és az Alamein századhoz osztották be.
2006 áprilisára Henrik befejezte tiszti kiképzését és hadnagyi rangban (angol megnevezése a hagyomány szerint cornet, a brit hadseregben másutt használt second lieutenant helyett) a brit hadsereg Blues and Royals ezredének (hivatalos megnevezése: Royal Horse Guards and 1st Dragoons) tisztje lett. 2008. áprilisban, kétévi szolgálat után főhadnaggyá léptették elő.
2007. február 22-én az Egyesült Királyság védelmi minisztériuma és a walesi herceg szóvivője közös sajtókonferencián bejelentették, hogy Henrik herceg egységét Irakba küldik harci szolgálatra, a brit 3. gépesített hadosztályhoz tartozó 1. gépesített dandár alegységeként. A döntést Henrik is támogatta, illetve sürgette, mivel korábban már kijelentette, hogy leszerelne a hadseregből, hogy ha egységét a frontra vezénylik, de ő nem mehet velük, mint mondta: "Az nem lehet, hogy elvégzem Sandhurst-t és utána csak otthon ülök a hátsómon, amíg bajtársaim a hazájukért harcolnak" ("There's no way I'm going to put myself through Sandhurst and then sit on my arse back home while my boys are out fighting for their country.")
A brit haderő akkori parancsnoka, Richard Dannatt tábornok, 2007. április 30-án még azt mondta, hogy személyesen támogatja a döntést, amely szerint a herceg az egységével szolgálhat Irakban, és hogy Henrik bevetésére 2007. május vagy június hónapban kerül sor az iraki Majszan tartományban.
Azonban május 16-ára Dannatt meggondolta magát és visszavonta korábbi döntését, bejelentve, hogy Henrik herceg nem fog Irakban szolgálni, mivel attól tartottak, hogy Henrik jelenléte kiemelt célponttá tenné őt magát (számos felkelő csoport akkor már bejelentette szándékát Henrik elrablására) és egységét is, mivel egy ilyen kísérlet során bajtársai is meghalhattak vagy megsebesülhettek volna. A walesi herceg szóvivője szerint a herceg csalódottan, de tudomásul vette a döntést.
2007. májusban az Irakban szolgáló brit katonák közül sokan "Én vagyok Henrik ("I'm Harry!") feliratú pólót viseltek, utalva a korábban bemutatott Spartacus című filmre, amelyben a legyőzött rabszolgavezér harcostársainak Marcus Licinius Crassus római hadvezér kegyelmet ajánl, ha vezérüket elárulják, de mindegyik csak ezt kiáltja: "Én vagyok Spartacus!")

### Afganisztáni bevetése
2007. júniusban bejelentették, hogy Henrik herceg Kanadába érkezett egységével, hogy kanadai és brit katonákkal együtt további kiképzésen vegyenek részt a kanadai hadserege suffieldi támaszpontján, Alberta közelében. Mivel a többi katonát ezt követően a NATO parancsnoksága alatt Afganisztánba vezényelték, elterjedt az a hivatalosan meg nem erősített hír, miszerint Henrik herceg is Afganisztánban van. A híresztelést 2008. februárban a brit hadsereg erősítette meg, amikor közzé tette, hogy Henriket titokban mint előretolt légi irányítót vetették be Helmand tartományban.
A bejelentést azt követően tették meg, miután a német Bild-Zeitung és az ausztrál New Idea újságok azzal fenyegetőztek, hogy megírják Henrik jelenlétét, amelyet a brit és kanadai hatóságok és a sajtó egészen addig titokban tartott. Afganisztánban Henrik feladatai közé tartozott, hogy a szövetséges erők, elsősorban az amerikai légierő légicsapásait irányítsa, ezzel is segítve a gurka katonákat a tálib felkelők támadásának visszaverésében. Ezen felül járőrfeladatokat látott el ellenséges területen. Afganisztáni bevetésére 735 évvel azután került sor, hogy előde, I. Eduárd angol király (akkor még csak Eduárd walesi herceg) részt vett a 9. keresztes hadjáratban. Nagybátyja, András yorki herceg után Henrik volt az első a Windsor-házból aki frontvonalban szolgált: András az 1982-es Falkland-szigeteki háború alatt volt helikopterpilóta (és akkoriban még bátyja után a második volt a trónöröklési sorrendben). Az afganisztáni bevetés után Henrik az Operational Service Medal for Afghanistan kitüntetést kapta nagynénjétől Anna brit királyi hercegnőtől, 2008. májusban a Combermere Barracks katonai támaszponton tartott ceremónia során.
2008. októberben jelentették be, hogy apja, nagybátyja és bátyja példáját követve Henrik herceg is helikoptervezetői tanfolyamra jelentkezett és harci helikoptereket akar repülni. Az alkalmassági vizsgálatok után, 2009 elején kezdődött a kiképzése. Az alkalmassági tesztek során azt vizsgálták, hogy vajon a Apache, a Lynx vagy az Gazelle helikopterekre szerezhet képesítést.
2010. május 7-én a Army Air Corps Base, Middle Wallop csapatrepülőbázison kapta meg a "szárnyait", azaz kitüntetéseit, amelyek a pilótakiképzés első szakaszának teljesítését jelzik. A kitüntetést apja, Károly walesi herceg adta át neki. Henrik ugyanakkor bejelentette, hogy Apache helikoptereket akar vezetni, amennyiben sikerült elvégeznie a meglehetősen kemény kiképzést és teljesítenie a szigorú vizsgát. A ceremónia során Henrik lecserélte a korábbi alakulata, a Blues and Royals tiszti sapkáját a csapatrepülők (Army Air Corps) kék beretjére, amelyen egy Blues and Royals kitűzőt visel.
2011. március 11-én jelentették be, hogy Henrik herceg letette a helikoptervezetői vizsgát és képesítést szerzett az WAH-64 Apache harci helikopterekre, április 14-én kapta meg kitüntetéseit. Ezt követően a sajtóban olyan híresztelések jelentek meg, hogy még egyszer bevetik Afganisztánban a brit csapatok 2015-re tervezett kivonása előtt. 2011. április 16-án jelentették be, Henrik herceget századossá léptették elő, miután 2008 óta viselte a főhadnagyi rendfokozatot.

## Szerepe a brit királyi család tagjaként

Henrik herceg hivatalos monogramja

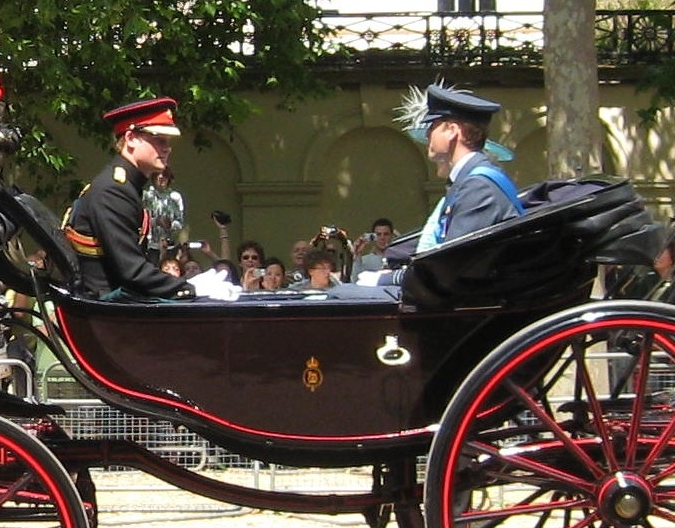
Henrik herceg (balra) és Vilmos herceg 2009-ben

2005-ben Henrik megkapta a Counsellor of State címet, azaz a királynő távolléte során bizonyos események alkalmával helyettesíthette. Első hivatalos szerepléseire 2005-ben került sor, amikor a királynő a Brit Nemzetközösség kormányfőinek tanácskozásán vett részt Máltán. A következő évben Henrik herceg Lesothóba utazott és hivatalos látogatást tett a Mants'ase Children's Home gyermekotthonban, amit 2004-ben már meglátogatott. Seeiso lesothói herceggel együtt megalapították a Sentebale: The Princes' Fund for Lesotho alapítványt, amely a HIV/AIDS következtében elárvult gyermekekkel foglalkozik. Emellett számos brit szervezet és alapítvány, többek között a WellChild, a Dolen Cymru és a MapAction védnöke. A Sentebale alapítvány és a Diana, Princess of Wales Memorial Fund, illetve a Centrepoint alapítványok javára Henrik és bátyja emlékkoncertet rendeztek a Wembley Stadionban 2007. július 1-jén.
A sport is jelentős szerepet játszik jótékony tevékenységeiben: 2004-ben Henrik herceg elvégezte a rugbyedzői tanfolyamot, hogy aztán hátrányos helyzetű diákoknak tartson bemutató edzéseket és arra bátorítsa őket, hogy elkezdjenek játszani. Apjához és bátyjához hasonlóan számos jótékony célú pólómérkőzésen vett részt.
2009. január 6-án Henrik herceg és Vilmos herceg számára II. Erzsébet külön udvartartást engedélyezett. Az udvartartásnak 3 állandó tagja van, akiket egy kisebb csapat segít a hercegek nyilvános szerepléseinek előkészítésében és lebonyolításában. David Manning, aki korábban Nagy-Britannia washingtoni nagykövete volt, a két herceg részidős tanácsadója lett. Ezt megelőzően Henrik és Vilmos nyilvános szerepléseit apjuk, a walesi herceg udvartartása, a Clarence House szervezte. A két herceg udvartartása a közeli Szent Jakab-palotában rendezkedett be és onnan fogják szervezni a testvérek nyilvános, katonai és jótékonysági tevékenységeit. A két testvér számára külön monogrammokat terveztek, Henriké egy H betűt ábrázol az uralkodó unokájának koronájával ékesítve.
Esküvője alkalmából a Sussex hercege címet kapta a királynőtől és ettől kezdve így is kell szólítani.

## Magánélete
A herceg 2022 októberében, egy interjú során tette szóvá, hogy az ő neve Henry, és hogy valójában nem érti, hogy a nyilvánosság miért Harry néven emlegeti őt: "A nevem Henry. Mindenki Harrynek hív, de nem értem, miért. Egyszerűen fogalmam sincs." 
Henrik herceg szabadidejének nagy részét különféle sportokkal tölti, versenyszinten játszott lovaspólót, ezen felül szeret síelni és motokrosszozni. Fiatalabb korában meglehetősen szokatlan életvitele miatt a brit lapok sokat foglalkoztak vele és vad gyereknek titulálták. 17 évesen lebukott, hogy kannabiszt szívott és barátaival alkoholt fogyasztott (Nagy-Britanniában csak 18 év felett törvényes). Számos alkalommal verekedett össze az őt követő paparazzókkal és egy alkalommal a Highgrove House-ban rendezett "Colonial and Native" jelmezbálon az Afrikakorps tisztjének egyenruhájában, horogkeresztet (szvasztikát) ábrázoló karszalaggal fényképezték le. Később nyilvános bocsánatkérést adott ki viselkedése miatt.
Henrik herceg az Arsenal Football Club szurkolója.
2009. januárban a brit News of the World pletykalap nyilvánosságra hozott egy három évvel korábban készített videófelvételt, amelyben Henrik herceg egy pakisztáni tisztre úgy utal, mint "a mi kis paki barátunk" ("our little Paki friend"), majd később egy – a fején a muszlimok körében szokásos kendőt viselő – katonát "rongyfejűnek" ("raghead") titulált. A kijelentéseket David Cameron brit miniszterelnök "teljességgel elfogadhatatlannak", a The Daily Telegraph napilap pedig "rasszistának" minősítette. Egy brit muszlim szervezet ekkor a herceget banditának nevezte, bár később ezt a kijelentést visszavonták. A Clarence House ugyanakkor közreadott egy bocsánatkérést Henrik hercegtől, aki kijelentette, hogy kijelentései mögött semmiféle rossz szándék nem húzódott. A brit királyi tengerészgyalogság egykori katonája és parlamenti képviselő, Rod Richards ugyanakkor a herceg védelmére kelt és kijelentette, hogy ezek a kifejezések gyakoriak a bajtársak között: "a seregben engem is mindenki Taffy-nak hívott (walesi származására utalva). Másokat jenkinek, ozzinak vagy kiwinek vagy akárminek hívtunk. Szerintem a Paki egyszerűen csak a pakisztáni rövidítése. Nem gondolom, hogy rosszindulatból használta ezt a kifejezést." Később aztán az is kiderült, hogy Henrik herceg személyesen kért bocsánatot az érintett katonától, aki szintén azt állította, nem tartja Henriket rasszistának.
Bár Henrik magánéletét és kapcsolatait nem övezi akkora médiafelhajtás, mint Vilmos hercegét, de azért jelentős figyelmet szenteltek a Chelsy Davyvel folytatott kapcsolatának. A 21. születésnapjára adott interjúban Henrik úgy utalt Chelsyre, mint a "barátnőm" és a sajtó azt közölte, hogy ekkor már 18 hónapja együtt jártak. 
Henrik és Chelsy együtt jelentek meg a Diana emlékkoncerten, Chelsy elkísérte Henriket unokaöccse, Peter Phillips és Autumn Kelly 2008. májusban tartott esküvőjére, ahol Chelsyt első alkalommal mutatták be a királynőnek. 2009 elején azonban a hírek szerint szakítottak. Még ugyanabban az évben együtt látták őket egy rögbimérkőzésen, de 2010 közepére a pár ismét szakított és Chelsy visszatért Dél-Afrikába.

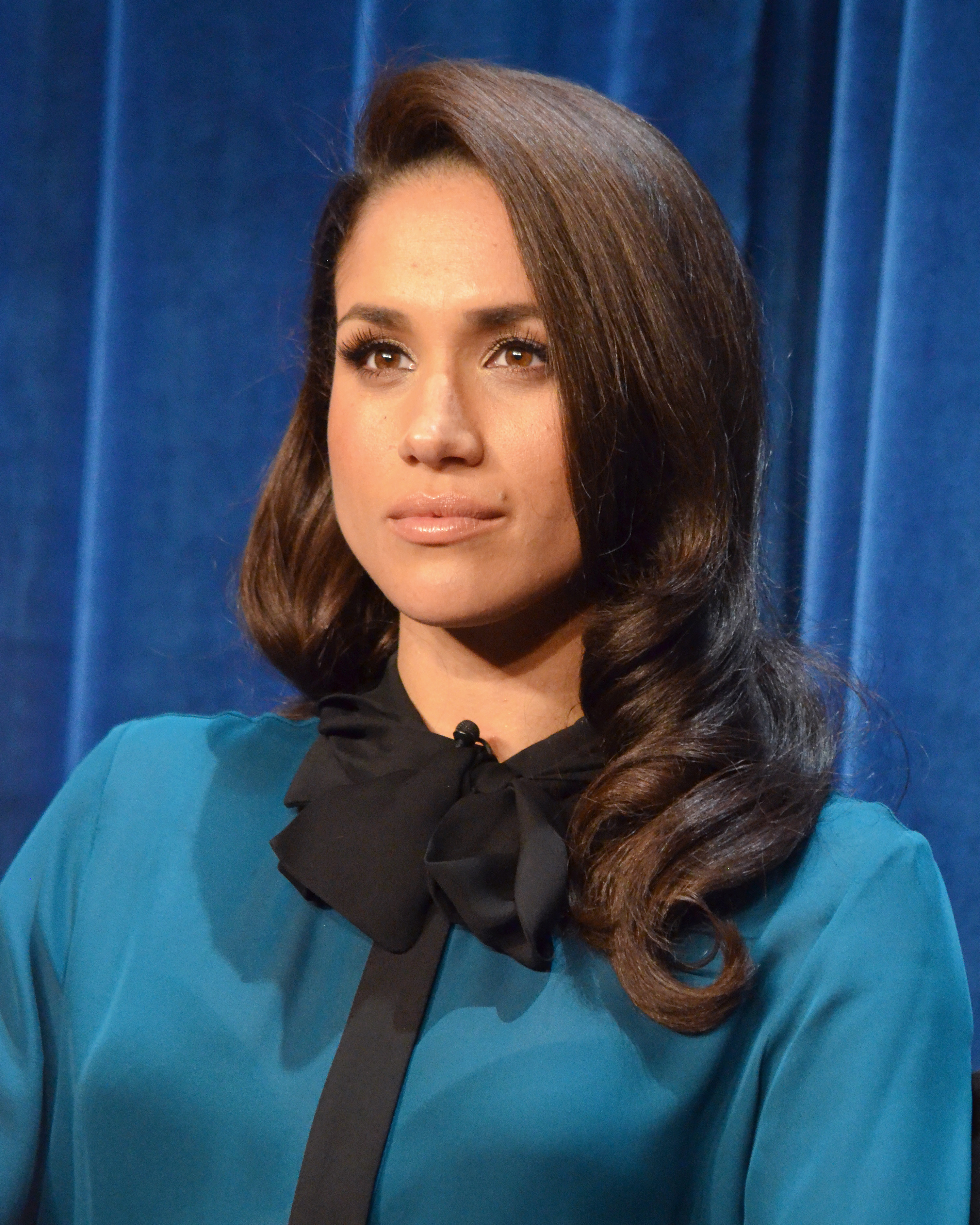
Meghan Markle

2016 év végén került nyilvánosságra Harry és Meghan Markle amerikai színésznő kapcsolata. 2017 januárjában sor került az első közös nyaralásukra Norvégiában. 2017 novemberében eljegyezte Markle-t, akivel 2018. május 19-én a windsori kastély Szent György kápolnájában házasodtak össze. A Harry által tervezett jegygyűrű három gyémántból áll. A középső gyémánt Botswanából származik, a két kisebb gyémánt pedig a néhai Diana hercegné magángyűjteményéből.
Házasságkötése alkalmából területi hercegséget (Dukedom) kapott a királynőtől, így lett Sussex hercege, felesége pedig sussex-i hercegné. Két gyermekük született, Archie (2019. május 6.) és Lilibet (2021. június 4.).
2020 januárjában a herceg és felesége úgy döntött, hogy visszalépnek a brit királyi család magas rangú tagjaiként eddig ellátott szerepüktől, és előbb Kanadába, majd az Egyesült Államokba költöztek, Hollywoodba.

## Új élet Amerikában
Henrik és Meghan Markle Amerikába költözése után az évek alatt jelentős egzisztenciális és reputációs problémáik halmozódtak fel. A pár 2019-es közleményében, amiben a visszalépésükről tájékoztattak lényegében arról is írtak, hogy saját megélhetési forrás után néznek, miközben „támogatják a királynőt”. Mint kiderült Henrikék azzal számoltak, hogy teljesen nem hagyják maguk mögött a királyi szereplést, a királynő azonban megtagadta a pár által kigondolt „félig kint, félig bent” pozíciót. Ekkortájt jelent meg Omid Scobie és Carolyn Durand nagy várakozásokkal kísért könyve a párról A szabadság nyomában címmel, amiben már szerepeltek kritikus megnyilatkozások a királyi család felé, viszont semmi lényegesen átütő erejű vagy őszintén személyes nem szerepelt a párról, cserébe sok lényegtelen részlettel foglalkoztak benne.
Miután a királyi családi támogatás az Amerikába költözés után elapadt, a párnak valóban magának kellett a boldogulásuk útját megtalálni, ami lényegében saját személyük áruba bocsátását jelentette, ez azonban inkább szerencsétlenkedésekkel kísért próbálkozásokká sikerültek, ráadásul megígérték a királynőnek, hogy nem fogják ezt tenni. A pár a Netflix-el és a Spotify-jal kötött szerződéseket, hogy ott különböző tartalmakban szerepeljenek, a szerepléseik azonban nagyrészt a királyi család kritizálásában merült ki, amik tele voltak ellentmondásokkal, bizonyítatlan állításokkal, és olyan vádaskodásokkal, amiket maguk is elkövettek a szerepléseikkel (például kifogásolták a magánéletükben való vájkálást, miközben a műsorban maguk osztanak meg magánjellegű képeket és információkat). Kiderült, hogy egy Oprah Winfrey-vel folytatott interjú során is egy sor valótlanságot állítottak a korábbi életeseményeikről. 2023-ban jelent meg Henrik Tartalék című memoárja, ami szintén számos valótlanságot tartalmazott. A Spotify idő előtt szerződést is bontott velük, mert a csak 12 részt megért Archetypes című podcastjuk, amiben csak Meghan működött közre nem hozta a várt hallgatottságot, és a javasolt innovációkat is figyelmen kívül hagyták. Más tervezett projektjeik pedig el sem indultak. Egy 2023 tavaszi állítólagos „lesifotósok okozta autósüldözésről” is kiderült, hogy nem fedi a valóságot. Henrik és Meghan négy évvel a kilépésük után Amerikában igencsak leszerepelt és korábbi híres ismerőseik által is került emberek lettek, ezalatt többször váltak gúny tárgyává többek által több produkcióban is, mint anyagi érdekből hírnevet kajtató kiugrott királyi családtagok, miközben a 2019-es indokaikat a tetteik az eltelt időben mind meghazudtolták.
2024 februárjában derült ki, hogy Károly király rákbeteg, a hírre Henrik családja nélkül Londonba utazott az apjához, de bennfentes információk szerint a nagyjából húsz perces látogatás nem sikerült túl meghittre: Henrik az utazás előtt a sajtó tudomására hozta a látogatási szándékát, ezzel kész helyzetbe hozva apját, aki a kényszerű, rövid találkozó után lényegében faképnél hagyta fiát. Májusban az általa és bátyja által létrehozott Invictus Games megalapításának tizedik évfordulója alkalmából rendezett ünnepségre utazott megint haza, ismét egyedül, de Károllyal ekkor már nem találkozott, amit többen több más gesztussal együtt Henrik családi kirekesztéseként értelmeztek. Közben még márciusban a királyi család hivatalos honlapján átszerkesztették az ő és Meghan fejezetét, ahol kettejük életrajza rövidítve, „egybegyúrva” az oldal legaljára került (és ahol Meghan Markle neve nincs leírva sem).
Később az amerikai adóhatósággal is meggyűlt a hercegi pár baja, miután jótékonysági szervezetük, az Archewell Foundation tevékenysége után elmulasztottak adót fizetni 2022-ben. Az alapítvány több, mint 10 millió dollárnyi veszteséget szenvedett el egy év alatt, feltehetően emiatt maradt el az adózás, ami miatt a hatóságok megtiltották a szervezetnek, hogy pénzt vételezzen vagy költsön, amíg nem rendezik az adósságait. A pár szerint ők mindent rendben csináltak az alapítvány adózása ügyében.
2024 júliusában az keltett felbolydulást Henrik körül, hogy felterjesztették a Pat Tillman-díjra, amit a nevezett önkéntes katona tiszteletére hoztak létre, aki elesett Irakban. Henriknek az Invictus Games létrehozása miatt ítélték oda a kitüntetést, de ez ellen többek közt Tillman édesanyja is kifogást emelt, mondván a megosztó életvitelű sussexi herceg helyett sokkal méltóbb személynek kellett volna a díjat odaadni, aki nem élvez olyan kiváltságokat, mint ő. A kifogások ellenére Henrik július 12-én átvette a díjat, majd azt az Invictus Games-en szereplő katonáknak ajánlotta.
Bírálatok tárgyává vált az is, hogy a hercegi pár ekkortájt gyakorlatilag olyan külsőségekkel utaztak külföldre – konkrétan Nigériába és Kolumbiába –, mintha még mindig a királyi család hivatalos képviseletében tennék ezt, ami diplomáciailag vált kifogásolhatóvá.
Henrik csak 2024 augusztus végén, 15 hónappal apjuk koronázása óta találkozott először bátyjával, Vilmossal egy rokonuk temetése alkalmával; a fivérek láthatóan nem vettek egymásról tudomást, Henrik pedig hamar vissza is utazott Amerikába.
2024 végén jelent meg a Netflixen a következő hozzájuk köthető produkció, ami a lovaspólóval foglalkozik, de nem Henrik vagy a családja vonatkozásában, hanem általánosságban, ezen kívül a sport ismerői kritizálták, hogy pontatlanul, „giccsesen” mutatja be a sportágat. Ezután a már csak Meghan fémjelezte With Love, Meghan című, szintén kritizált életmódműsor jelent meg.
Felmerült az is, hogy miként kapott amerikai vízumot, miután a memoárjában írt a drogfogyasztásáról is, ami kizáró ok. A konzervatív Heritage Foundation kérvényezésére 2025 márciusára kerültek nyilvánosságra ezek az iratok, akik ezt meg szerették volna tudni, de nem derült ki belőlük, hogy Henrik hallgatta ezt el, vagy a hatóság volt elnéző vele.
Egy 2025. május 2-án a BBC-nek adott interjújában már arról beszélt, hogy hajlandó lenne kibékülni a családjával, akiket a korábbi években magára haragított a megnyilatkozásaival. Ezen kívül véget ért az a több éves peres eljárás is, ami végül kimondta, hogy immár nem jár neki és családjának a királyi személyeket illető állami testőrségi védelem. Henriknek nem tetszett a döntés és próbálta megindokolni a védelem szükségét, de a hatóságok szerint ő és felesége már magánszemélyek, akik nem jogosultak állami védelemre. Henrik sértett hangon úgy értelmezte ezt, hogy ezzel a döntéssel akarták volna „megbüntetni” őket. A királyi palota az interjúra reagálva visszautasította, hogy a védelem megvonása „intézményi összeesküvés” lenne Henrikék ellen. Amiatt is kritizálták a herceget, hogy nem akar felelősséget vállalni, és inkább nyilvánosan másokat hibáztat.

## Magyarul megjelent művei
- Tartalék; ford. Németh Anikó Annamária, Szepes András; Corvina, Bp., 2023 ISBN 9789631369052

## Címe, rangja, megnevezése

### Címe és megszólítása

Henrik brit királyi herceg címere

- Hivatalos címe 1984. szeptember 15-től: Henrik Sussex hercege, Dumbarton grófja, Kilkeel bárója

Henrik herceg teljes címe Henrik Károly Albert Dávid brit királyi herceg, Sussex hercege, Dumbarton grófja, Kilkeel bárója. A brit királyi család tagjaként Henriknek nincs családi neve, ha szüksége van rá, úgy a hercegi címét a Sussex-et használja családnévként, de használhatja az uralkodócsalád hivatalos nevét, a Mountbatten-Windsor-t. Henrik herceg azonban – katonai karrierje miatt – továbbra is használja apja címét, mint családnevet és a brit hadseregben mint "Wales százados" ("Captain Wales") szolgál.

#### Rendfokozatai
- 2006. április 13. – 2008. április 13.: zászlós, Blues and Royals[16]
- 2008. április 13. – 2011. április 16.: hadnagy, Blues and Royals[84]
- 2011. április 16. - : százados, Blues and Royals, az Army Air Corps állományához vezényelve[37]

### Kitüntetései
- 2002. február 6: II. Erzsébet királynő Arany Jubileumi Kitüntetés
- 2008. május 5.: Afganisztáni Hadműveleti Emlékérem[33]

#### Tiszteletbeli katonai rangjai
Kanada
- 2009. november 10. –: kanadai Ranger[85]

 Egyesült Királyság
- 2008. október 3. –: A RAF Honington légitámaszpont tiszteletbeli parancsnoka[86]
- 2006. augusztus 8. –: A kis hajók és búvárok főparancsnoka[87]